# Transport en Bretagne
La question du transport en Bretagne est liée aux contraintes de la géographie de la région. Son littoral a été propice à la création de nombreux ports, utilisés pour la pêche, pour le commerce, puis pour la navigation de plaisance. La concentration de sa population le long du littoral a entrainé le développement de chemins de fer puis de voies express.

## Les politiques de désenclavement

### Le plan routier breton

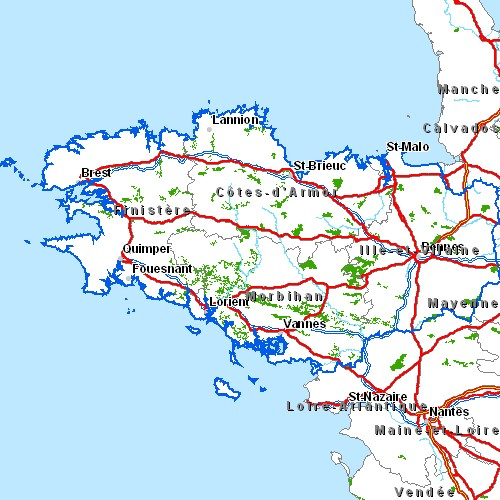
Carte routière de la région Bretagne

La situation péninsulaire de la Bretagne et la faiblesse de son industrialisation ont eu pour conséquence des trafics relativement modestes ne justifiant pas l'aménagement d'autoroutes. À la fin de la décennie 1960, la Bretagne était la seule des régions françaises à ne compter aucun kilomètre d'autoroute[réf. nécessaire]. Cette situation était lourdement pénalisante pour tous les acteurs de l'économie, en particulier les paysans et les pêcheurs (les poids lourds perdaient un temps considérable en raison de la sinuosité du réseau et des embouteillages, ce qui augmentait les coûts de transport, par exemple pour parvenir au marché d'intérêt national de Rungis par rapport à leurs concurrents du sud de la France ou du Benelux) et était dissuasif pour les chefs d'entreprise envisageant de s'y implanter.
À la suite des pressions des élus bretons, la première décision historique est prise par le gouvernement lors du Comité interministériel d'aménagement du territoire (CIAT) du 9 octobre 1968. Dans son discours de Quimper en date du 2 février 1969, considéré en Bretagne comme historique, le général de Gaulle, confirme et amplifie les mesures décidées et promet le désenclavement routier de la Bretagne.
Il s'agit de programmer la création de routes à quatre voies gratuites (appelées plus tard voies rapides) :
- un axe nord Brest - Morlaix - Saint-Brieuc - Rennes (RN 12) ;
- un axe sud Brest - Quimper - Lorient - Vannes - Nantes (RN 165) ;
- un aménagement progressif de l'axe Caen - Rennes - Nantes (aujourd'hui A 84 + RN 137) ;
- et un aménagement, mais à trois voies seulement, de l'axe de la Bretagne centrale Châteaulin - Carhaix - Rostrenen - Loudéac - Rennes (RN 164) ;

soit en tout 1 000 km de routes nouvelles à construire.
La gratuité du nouveau réseau routier qui allait être construit est également promise pour compenser le handicap lié à l'excentration de la Bretagne par rapport au reste de l'espace français et européen (seul le Massif central obtint par la suite un avantage analogue, toujours pour des raisons d'aménagement du territoire).
À la demande des élus locaux, le ministre de l'Équipement décide le 27 octobre 1970 d'ajouter de nouvelles liaisons. Le plan routier représente alors environ 1 300 km de routes, dont un millier à réaliser à 2 × 2 voies. Si l'on excepte l'axe de la Bretagne centrale l'essentiel des travaux s'est terminé en 1994.
La Bretagne dispose aujourd'hui d'un réseau routier remarquable. Ce réseau de voies express a certes certains inconvénients (la vitesse légale maximale autorisée est de 110 km/h au lieu de 130 km/h sur les autoroutes pour les automobiles, 90 au lieu de 110 km/h pour la plupart des poids lourds), d'où le projet réclamé par certains chefs d'entreprises bretonnes de transformation en autoroutes du réseau... tout en gardant la gratuité ! Ces travaux sont en cours sur les axes principaux. Mais ils nécessitent la suppression de bon nombre d'échangeurs. Or le grand nombre de ces derniers, acceptable sur une voie express mais pas sur une autoroute, est un puissant outil d'aménagement du territoire en faveur des petites villes et même des bourgades desservies qui risquent un réenclavement si l'échangeur qui les dessert est fermé. La multiplication des zones industrielles et commerciales aux abords des échangeurs est le signe de l'attractivité de ce réseau, mais elle est aussi accusée de défigurer la Bretagne, le réseau de voies express ayant tendance à se transformer en axes de bâtiments industriels et commerciaux.

### Le désenclavement ferroviaire
De très nombreuses voies ferrées ont fermé dans la seconde moitié du XXe siècle, le réseau venant de Paris via Rennes ayant tendance à se restreindre aux deux lignes principales partant l'une vers Brest via Saint-Brieuc et Morlaix, l'autre vers Quimper via Redon, Vannes et Lorient, ce dernier axe permettant aussi de rejoindre Nantes à partir de Redon. Quelques lignes supplémentaires survivent toutefois, se greffant sur l'une ou l'autre des lignes principales précédemment évoquées, les principales étant Nantes - Saint-Nazaire - Le Croisic, Rennes - Saint-Malo et plus secondairement, car elles sont à voie unique et non électrifiées, Morlaix - Roscoff et Brest (Landerneau) - Quimper.
La Bretagne est aussi restée jusqu'ici guère desservie par les lignes TGV. Certes, la mise en service de la LGV Atlantique en 1989 s'est accompagnée de l'électrification des voies ferrées Rennes - Brest, Nantes et Rennes - Quimper via Redon, Nantes - Le Croisic et même plus récemment Rennes - Saint-Malo permettant à des TGV Atlantique de parvenir jusqu'aux gares des villes précédemment indiquées, mais à une vitesse très ralentie à partir du Mans, les TGV devant circuler sur le réseau ferroviaire traditionnel inadapté à la grande vitesse.
Le projet en cours de construction de prolongement de la LGV Atlantique jusqu'à Rennes devrait mettre la préfecture régionale à 1 heure 30 de Paris-Montparnasse et contribuer à désenclaver la Bretagne. Mais la Bretagne occidentale (Basse-Bretagne) s'inquiète d'être « oubliée » par les projets de lignes nouvelles, désavantagée une fois de plus par sa situation péninsulaire et la modestie des trafics  qui ne justifient pas la création de LGV.
Le renoncement aux projets de trains pendulaires a aggravé l'inquiétude. Des travaux de modernisation du réseau ferroviaire principal sur les deux lignes menant au départ de Rennes à Brest et à Quimper (entre autres la suppression des passages à niveaux et le redressement de certaines courbes, peut-être à terme la rectification du tracé de certains tronçons) devraient permettre, c'est du moins la revendication des Finistériens, de mettre à terme Brest et Quimper à trois heures de Paris-Montparnasse.

### Le désenclavement aérien
Même si plusieurs villes bretonnes bénéficient de liaisons aériennes pluri-quotidiennes avec Paris-Orly et/ou Paris-Roissy, les relations aériennes bretonnes restent médiocres : faiblesse des liaisons transversales reliant directement les aéroports bretons à d'autres aéroports de villes de province (seuls l'aéroport de Nantes-Atlantique et l'aéroport de Brest-Bretagne en disposent), rareté des lignes desservant des aéroports étrangers (quelques-unes au départ de Nantes et uniquement vers les îles Britanniques au départ de Brest et de Lorient), quasi-monopole d'Air France sur les liaisons avec Paris, ce qui permet à la compagnie de pratiquer des tarifs élevés.
Le réseau urbain breton, fait de villes moyennes, ne permet guère de liaisons aériennes diversifiées. L'aéroport de Saint-Brieuc Armor est un échec (aucune ligne régulière ne le dessert), certaines liaisons aériennes existantes sont menacées (au départ de Lannion principalement), même l'aéroport de Rennes - Saint-Jacques n'a qu'un trafic modeste par rapport à la taille de la ville, la relative proximité parisienne et la liaison TGV bloquant l'essor de l'aéroport. Brest a toutefois récemment rénové et agrandi son aéroport.
Un projet d'aéroport international a existé à Notre-Dame-des-Landes (projet d'aéroport du Grand Ouest), plus proche de Nantes que de Rennes, même s'il est situé entre les deux villes. Sa desserte nécessiterait la création d'une nouvelle desserte ligne ferroviaire Nantes-Rennes passant par ce projet d'aéroport, la liaison actuelle entre les deux préfectures régionales, via Redon, étant médiocre. Ce projet a soulevé maintes contestations, de riverains et d'écologistes

### Le désenclavement maritime et fluvial
Alors que la Bretagne fut au cœur de la vie économique mondiale aux XVIe et XVIIe siècles, les difficultés d'accès, la dangerosité des côtes et la faiblesse des tirants d'eau, ajoutés à faible industrialisation de l'arrière-pays breton, expliquent la modestie des trafics : si le grand port maritime de Nantes-Saint-Nazaire a un trafic de 30 millions de tonnes en 2009 et en 2012, ce qui en fait le premier port de la façade atlantique française, il n'est pas situé dans la Bretagne administrative actuelle.
Les autres ports de commerce bretons ont un trafic très modeste : Brest (2,8 millions de tonnes en 2009 et 2,9 Mt en 2010), Lorient (3 Mt en 2008, mais 2,6 Mt en 2009 et 2,7 Mt en 2010) et Saint-Malo (1,9 Mt en 2009 et 2 Mt en 2010) sont les trois ports principaux.
Les liaisons par ferries, assurées principalement par la compagnie Brittany Ferries, permettent des liaisons vers Plymouth au Royaume-Uni et Cork en Irlande au départ de Roscoff et vers Portsmouth au Royaume-Uni au départ de Saint-Malo. La tentative de mise en place d'une liaison vers la péninsule ibérique a échoué (ligne Lorient-Gijón), même si un projet d'« autoroute de la mer » existe désormais, mais au départ de Saint-Nazaire vers Gijón.
L’idée d’ouvrir une voie de navigation intérieure en Bretagne remonte au XVIe siècle lors de l'annexion du duché de Bretagne au royaume de France : la canalisation de la Vilaine est décidée en 1538 par les États de Bretagne, rendant navigable le fleuve de Rennes à Messac, ce qui permet dès 1585 la première liaison fluviale de la capitale bretonne à Redon et au golfe de Gascogne par la Vilaine maritime. Pour les États de Bretagne, l'intérêt économique d'un canal de Nantes à Brest est de désenclaver le centre Bretagne (avec peu de chemins à peine carrossables, il est appelé « la Sibérie de la Bretagne »), permettant à tous les points de ce territoire d'être à moins de 15 km d'une voie d'eau (mer et ses rias, rivières ou canal) : le chantier de ce canal ne débute qu'en 1811 ; il est ouvert intégralement à la navigation (destinée en majorité au fret) en 1842. Dans la même optique est construit le canal d'Ille-et-Rance entre 1804 et 1832.

## Sources
1. ↑  Pour les références voir l'article détaillé Plan routier breton
2. ↑  Site de l'aéroport de Nantes Atlantique
3. ↑  Site de l'aéroport de Brest-Bretagne
4. ↑  Site aeroport-grandouest.fr
5. ↑  Site du port maritime de Nantes-Saint-Nazaire
6. ↑  Site du port maritime de Nantes-Saint-Nazaire
7. ↑  Bilan d'activité 2010 du port de commerce de Brest
8. ↑  Voir article Port de commerce de Kergroise (Lorient)
9. ↑  Bilan d'activité 2010 du port de commerce de Saint-Malo
10. ↑  Site de la Brittany-ferries
11. ↑  Article Actu-Environnement du 9 avril 2010
12. ↑  Kader Benferhat, Le canal de Nantes à Brest, éd. Ouest-France, réed. 13 février 2007, 142 p.